# Dulcimer

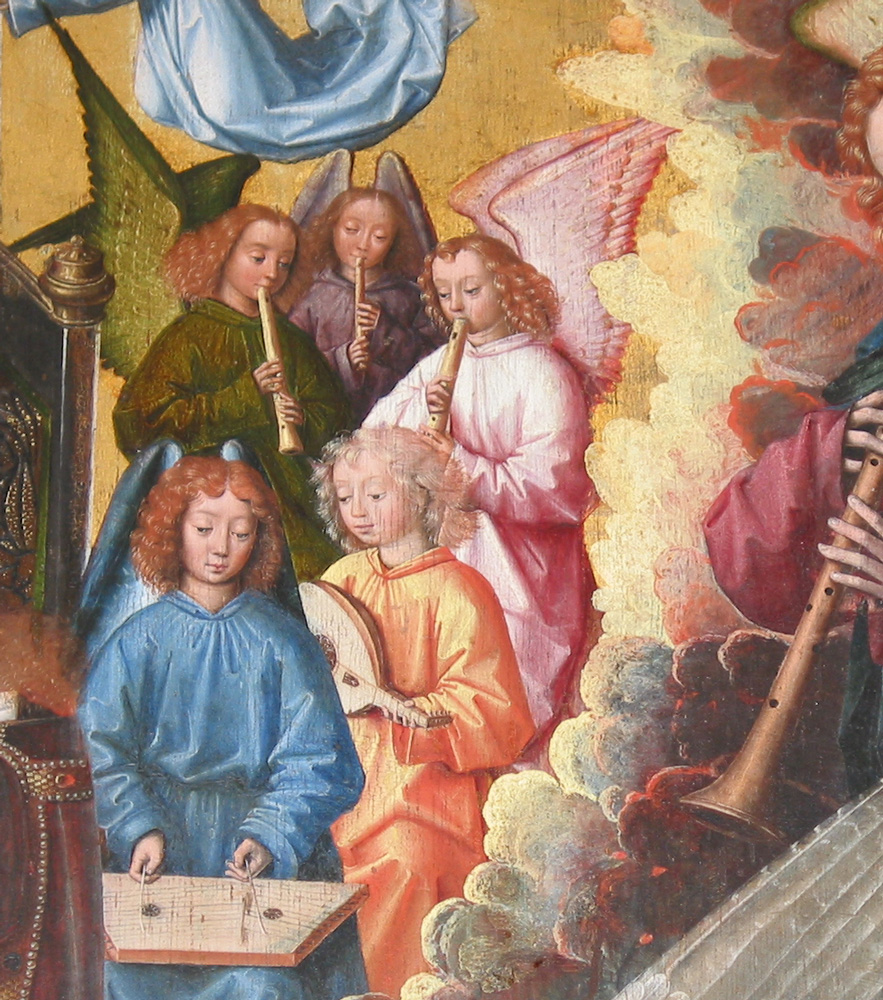
Doucemelle (sec. XV)

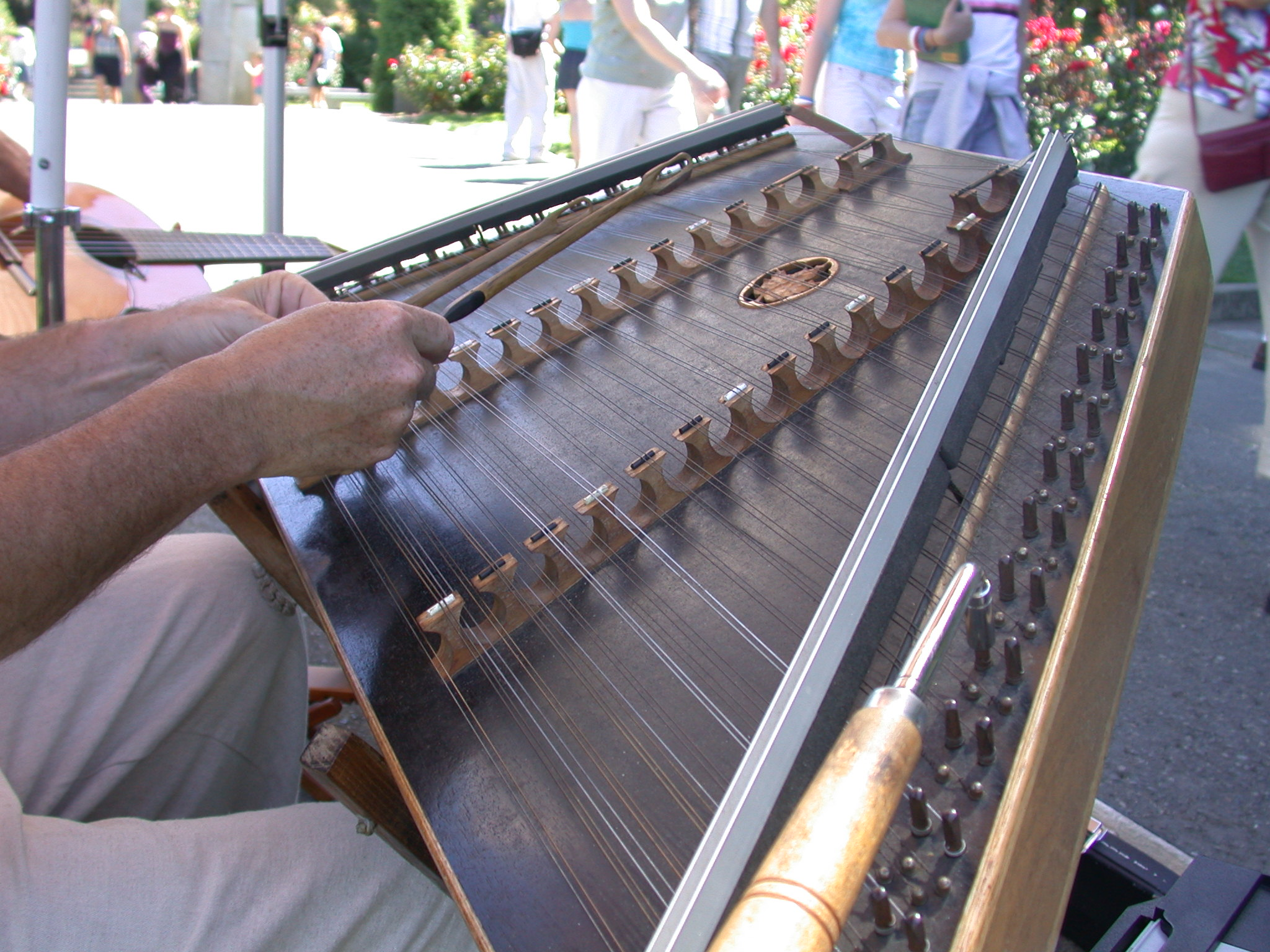
Hackbrett

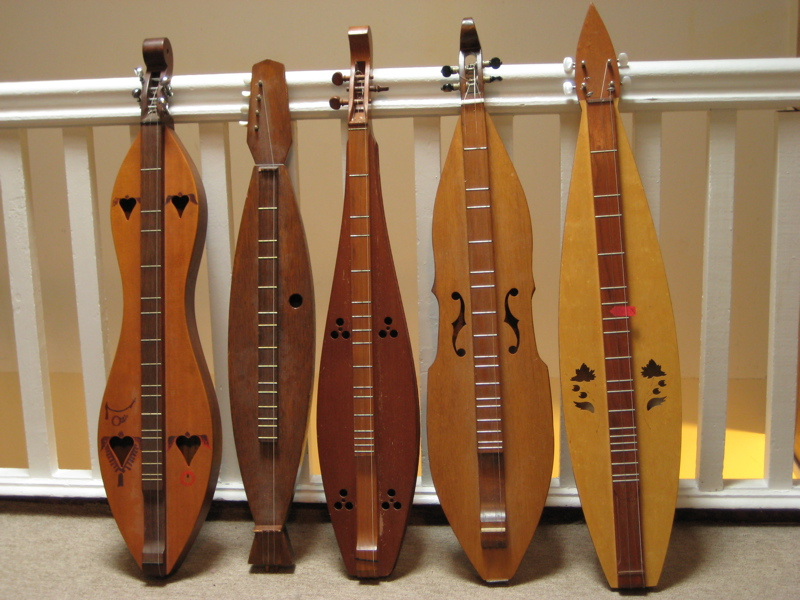
Appalachian dulcimer

Denumirea generică dulcimer poate indica unul dintre următoarele instrumente muzicale din familia țiterelor:
- Un instrument din Evul Mediu, de formă trapezoidală, cu coarde percutate manual cu ajutorul a două bastonașe (în franceză doucemelle[1] sau doulcemelle).
- Un instrument modern cu coarde percutate, derivat din precedentul (în engleză hammered dulcimer[2], în germană hackbrett[3], în română țambal[4]).
- Un instrument cu coarde ciupite utilizat în muzica tradițională americană (în engleză mountain dulcimer sau appalachian dulcimer[5]).